# Ambasciata d'Italia a Washington
L'Ambasciata d'Italia a Washington D.C. è la missione diplomatica della Repubblica Italiana negli Stati Uniti d'America, e ha sede a Washington.
L'originale missione diplomatica italiana negli Stati Uniti fu fondata dal barone Saverio Fava. La cancelleria si trova appena al di là della zona delle ambasciate (Embassy Row) al civico 3000 di Whitehaven Street nella zona nord est della capitale americana (Northwest Washington D.C.). La sede storica dell'ambasciata è stata venduta e l'attuale struttura è stata realizzata nel 1996 dall'architetto Piero Sartogo.

## La sede storica dell'ambasciata italiana

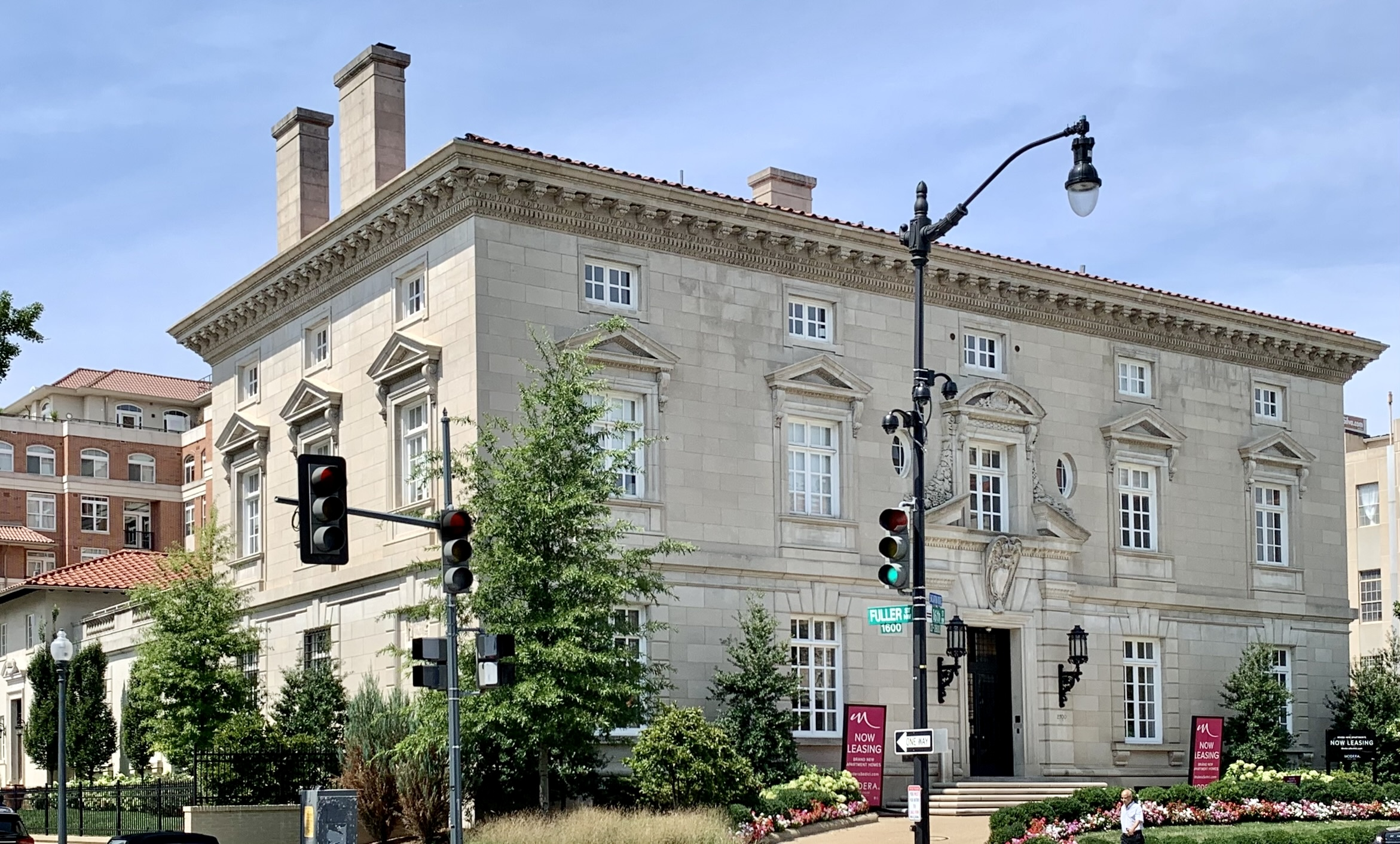
Ex-ambasciata e cancelleria italiana.

In precedenza l'ambasciata era sita al civico 2700 di 16th Street all'angolo con Fuller Street, in un'ornata e storica struttura neo-rinascimentale di piccole dimensioni risalente al 1925. Per via degli spazi limitati, parecchi uffici erano ubicati altrove a Washington fino a quando si è deciso di accorparli creando un'unica, nuova struttura per ospitare la cancelleria.
L'edificio neo-rinascimentale risale al 1925 e fu progettato dagli architetti Whitney Warren e Charles D. Wetmore (loro i disegni del Grand Central Terminal a New York). Il primo ambasciatore italiano a risiedere nella dimora fu Giacomo De Martino. Nel 1977 l'ambasciatore Roberto Gaja spostò la propria residenza a Villa Firenze (Firenze House) nel quartiere di Forest Hills. L'edificio di 16th Street ha continuato a fungere da cancelleria fino al 2002, quando fu acquistato da alcuni sviluppatori per farne un condominio: tale scelta è stata oggetto di aspre critiche da parte della Historic Preservation Office di Washington.